# 우르크하이
우르크하이(Uruk-hai)는 J.R.R. 톨킨의 판타지 소설 반지의 제왕 타락한 사루만과 사우론의 악한 세력이 만들었다.

## 외형
- 인간보다 살짝 작은 일반 오크와 달리 인간보다 약간 크고 신체 능력이 월등하다.
- 햇빛을 피하려는 오크와 다르게 낮에도 활발하게 활동한다.
- 신체적으로 인간보다 열등한 일반 오크와 달리 뛰어난 능력에 갑옷과 방패로 중무장을 한다.
- 사루만에 의해 일반 오크보다 군대식으로 무장이 잘 되어 있다.

## 특징
- 마법사 사루만이 오크와 정령, 사악한 인간 등을 마법으로 조합하여 만들었다.
- 밤에만 활동하던 오크와는 달리 낮에도 활동 및 공격이 가능하다
- 오크들의 대장급으로 여겨진다. 일반적인 오크를 차별하고 무시한다.
- 짐승 고기 뿐 아니라 인육, 오크 고기도 먹는다.